# Stacy Bragger
Stacy John Bragger (Puerto Argentino/Stanley, 1984) es un periodista y político malvinense que se desempeñó como Miembro de la Asamblea Legislativa del territorio británico de ultramar de las Islas Malvinas por la circunscripción electoral de Puerto Argentino/Stanley desde 2017, hasta perder su escaño en las elecciones generales de 2021.

## Biografía
Creció en las Malvinas antes de mudarse al Reino Unido para estudiar en Peter Symonds College y luego en el Instituto de Arte y Diseño de Surrey. Después de regresar a las Malvinas, trabajó en el Falkland Islands Radio Service, ascendiendo luego al cargo de editor de noticias, durante el cual trabajó en la serie documental Falklands 30, que marcó el 30 aniversario de la guerra del Atlántico Sur y fue transmitida por la BBC Radio.
En 2012 representó a las islas en el Commonwealth Youth Parliament y tras el referéndum sobre la soberanía de 2013, realizó una gira por distintos países de América Latina junto con el legislador Gavin Short para promover la posición de los malvinenses británicos en la disputa de soberanía con la República Argentina. En 2014, fue nombrado Secretario Ejecutivo de la Cámara de Comercio de las islas.
También se ha desempeñado como presidente de Media Trust, secretario de la Asociación de Juegos de Ultramar de las Islas Malvinas y en 2015 fue el gerente general del equipo del archipiélago en los Juegos de las Islas en Jersey.